# Manieristi (ceramografi)

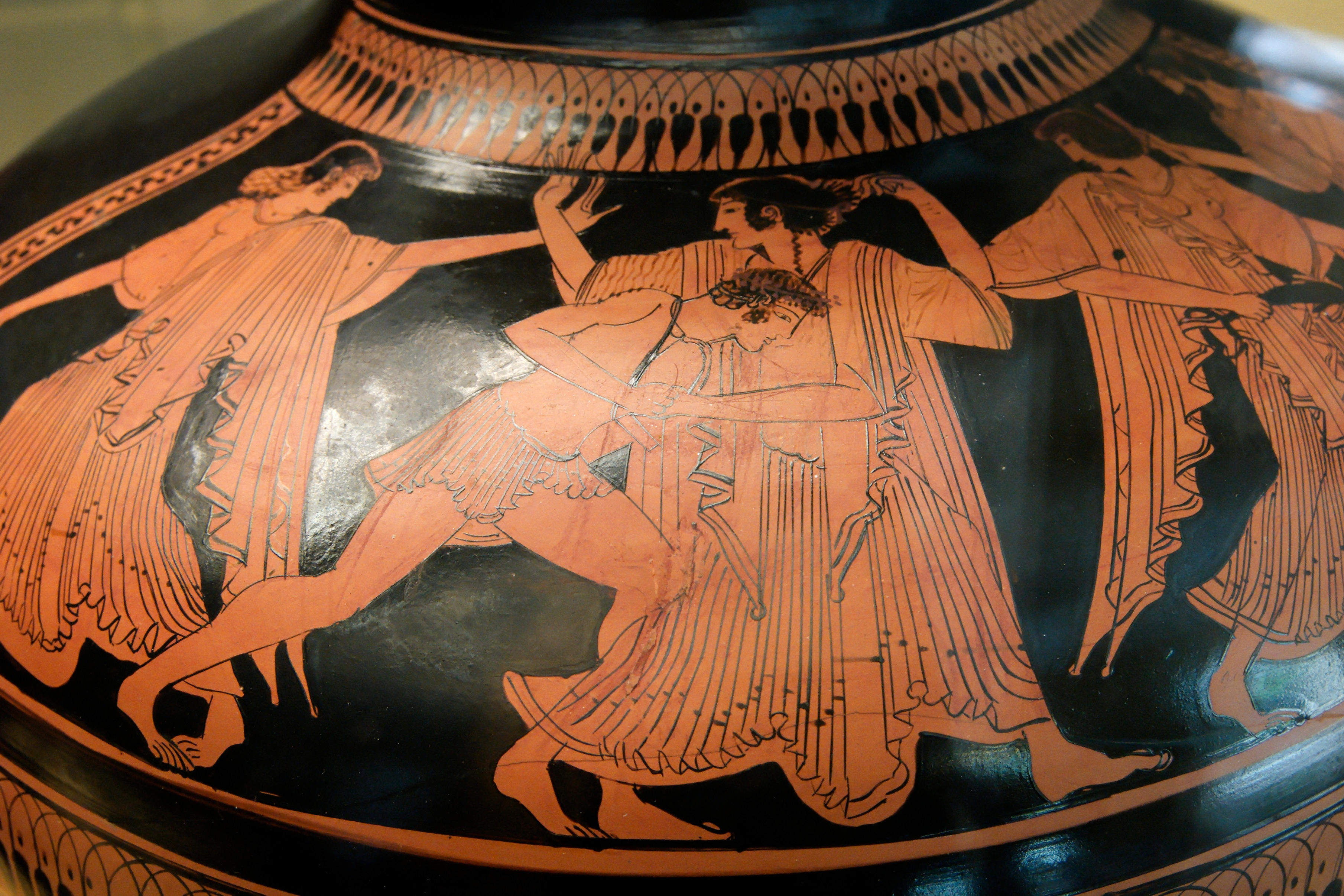
Rapimento di Teti

Sotto il nome di manieristi si raccolgono alcuni ceramografi a figure rosse attivi ad Atene nel secondo quarto del V secolo a.C. i quali, rifuggendo le innovazioni formali introdotte nella decorazione vascolare a seguito dell'influenza proveniente dallo sviluppo della pittura parietale contemporanea (vedi Polignoto di Taso), adottavano uno stile arcaistico la cui radice è rintracciabile nell'opera del ceramografo Misone, attivo nel primo quarto del V secolo a.C. Prediligevano forme ampie come crateri a calice, pelikai e hydriai. Le scene più frequentemente rappresentate erano soggetti dionisiaci o simposiaci, tratti dalla vita reale o dal mito e tra questi ultimi la preferenza andava a temi dotati di una intrinseca teatralità. Lo stile dei manieristi del V secolo a.C. si caratterizza per le figure allungate sormontate da piccole teste e coperte da vesti le cui pieghe si presentano rigide e fitte; gli elementi decorativi si rifanno a quelli in uso nella ceramica a figure nere. Le esportazioni per questo tipo di produzione sono scarsamente attestate in Etruria e più rivolte alla Magna Grecia e alla Sicilia.
L'esponente più dotato del gruppo è il Pittore di Pan, tra gli altri manieristi della prima fase si ricordano il Pittore di Leningrado e il Pittore del maiale. L'officina venne in seguito portata avanti da altre due generazioni di ceramografi, fino alla fine del V secolo a.C. e tra questi, dal Pittore di Nausicaa.